# Karl-Otto Apel
Pour les articles homonymes, voir Apel.
 (mai 2017).
Si vous disposez d'ouvrages ou d'articles de référence ou si vous connaissez des sites web de qualité traitant du thème abordé ici, merci de compléter l'article en donnant les références utiles à sa vérifiabilité et en les liant à la section « Notes et références ».
Karl-Otto Apel, né le 15 mars 1922 à Düsseldorf et mort le 15 mai 2017 à Niedernhausen, ancien professeur à l'université de Francfort, est un philosophe allemand.

## Biographie
Apel a grandi pendant les crises politiques de la République de Weimar.Après la Seconde Guerre mondiale, Apel étudie de 1945 à 1950 à l'Université de Bonn.

## Travaux
Ses travaux ont porté d'abord sur l'histoire de la notion de langage dans la culture européenne (notamment chez Nicolas de Cues, Dante et Giambattista Vico). Il s'est également intéressé aux problèmes posés par la communication et à l'épistémologie des sciences humaines par une analyse des concepts d'explication (Erklären) et de compréhension (Verstehen). Cette approche l'a conduit à une redécouverte des célèbres débats (Methodenstreit) du début du XXe siècle (impliquant notamment Wilhelm Dilthey et Max Weber) concernant la méthodologie de ce que l'on nommait les sciences de l'esprit (Geisteswissenschaft).
Les derniers ouvrages d'Apel, élaborés en étroite collaboration avec Jürgen Habermas, portent sur le développement d'une "éthique de la discussion". Apel y défend une position dite « pragmatique transcendantale » se réclamant de Kant. Alors que la pragmatique de Jürgen Habermas est dite formelle et se pose comme révisable par la discussion, celle de Karl-Otto Apel est dite transcendantale en ce sens qu'elle prétend être constitutive de toute communication de sens, et ce, de manière non révisable. Cette opposition entre le révisable et le non-révisable est le fond des débats entre les deux auteurs, et ne peut être séparée des thèses de Karl Popper sur la réfutabilité.
Apel a beaucoup contribué à diffuser la pensée du philosophe américain Charles Sanders Peirce et - plus largement - le pragmatisme (William James, John Dewey, George Herbert Mead) en Allemagne. Il est également un commentateur important de philosophes tels que Wittgenstein et Heidegger, ce qui lui permet d'être le « passeur » entre deux traditions en tentant une synthèse entre la philosophie analytique anglo-saxonne et la philosophie dite « continentale » ou herméneutique. 
C'est dans ce cadre qu'il développe une théorie de l'éthique qui se veut universelle (au sens kantien), ouverte à tous les locuteurs et dont le devoir est d'éliminer les obstacles à la communication. Comme Habermas, Apel s'inscrit dans la tradition progressiste des Lumières (Aufklärung) dont le « projet reste inachevé » et ouvert.

## Œuvres
- (de) Die Idee der Sprache in der Tradition des Humanismus von Dante bis Vico ("L'Idée de langage dans la tradition humaniste de Dante à Vico"), 1963.
- (de) Transformation der Philosophie, 1973,  2 t.
- (de) Der Denkweg von Charles Sanders Peirce. Eine Einführung in den amerikanischen Pragmatismus, 1975.
- (de) Die Erklären/Verstehen. Kontroverse in transzendentalpragmatischer Sicht, 1979. (Trad. fr.: Expliquer, comprendre, Paris, Le Cerf, 2000).
- Sur le problème d'une fondation rationnelle de l'éthique à l'âge de la science : l'a priori de la communauté communicationnelle et les fondements de l'éthique, Lille, Presses Universitaires de Lille, 1987, trad. fr. de R. Lellouche et I. Mittmann.
- (de) Diskurs und Verantwortung. Das Problem des Übergangs zur postkonventionellen Moral, 1988. (Trad. fr.: Discussion et responsabilitẻ, Paris, Le Cerf, 1996-1998).
- Éthique de la discussion, Paris, Le Cerf, 1994.